# The Sims 3: Сверхъестественное
The Sims 3 Сверхъестественное (англ. The Sims 3: Supernatural) — седьмое дополнение к популярной компьютерной игре The Sims 3, вышедшее 4 сентября 2012 года в Америке и 6 сентября 2012 года в России. Дополнение посвящено магии, сверхъестественным существам, явлениям.
«Сверхъестественное» создавалось для игроков, любящих сверхъестественные проявления в The Sims. Создатели при работе над дополнением черпали вдохновение как и в мифах и фольклоре, так и в современных фантастическом кино, литературе или фильмах ужасов. Для дополнения была добавлена музыка в жанре Дарквейв.
Критики в основном благосклонно отозвались о дополнении, заметив обилие нового геймплея, множество возможностей симуляции жизни вместе с дополнением фантастических элементов, тем не менее постоянно нападающие на симов зомби во время полнолуния стали главным недостатком дополнения.

## Геймплей
В «The Sims 3 Сверхъестественное» появились четыре тематических оккультных созданий: оборотни, ведьмы, феи и зомби, а также вампиры, которые появлялись ещё в дополнении «В Сумерках», но с расширенным геймплеем. Появилась возможность контролировать количество магических персонажей в городах, в том числе и вампиров со знаменитостями, а также можно создавать сверхъестественных существ в редакторе персонажа. В игру введён лунный цикл, длительность которого игрок может сам настраивать.
Оборотни способны менять облик на более звероподобный и наоборот, более опытные оборотни могут добровольно обращаться. Будучи «волком», персонаж может выть ночью на луну, находить редкие объекты и даже может охотиться как в стае, так и без неё. Оборотни враждуют с вампирами. Вампиры в свою очередь питаются кровью, используют гипноз и боятся света могут обращать других персонажей в вампиров через укус. Ведьмы — это внешне обыкновенные симы, но способные применять разные заклинания, преобразовывать предметы и летать на метле. Способность магии сочетается с изучением алхимии, которая доступна и простым персонажам. Феи также являются волшебными существами, их главная особенность — наличие крыльев и способность летать. Феи способны производить пыльцу, склонны к озорству, любят раздавать подарки другим симам и обладают особой аурой, которая усиливает их навыки, а также способны оживлять растения. Особый вид сверхъестественного существа — зомби, это «живые мертвецы», жадные до человеческих мозгов и появляющиеся в полнолуние, как NPC. Заражённый сам временно становится зомби, но на некоторое время. Зомби передвигаются медленно с характерными движениями.
Помимо волшебных существ, дополнение вводит возможность заниматься пчеловодством, чтобы собирать мёд и воск, а также навык — алхимия позволяющий создавать 40 видов зелья в котле с разными действиями. Среди других объектов, добавленных с дополнением выделяются; волшебное зеркало, стол алхимика, граммофон, волшебная метла, домик для фей, кресло-качалка и другое.
Вместе с дополнение был добавлен и игровой мир — Мунлайт Фолз (англ. Moonlight Falls). Созданный под влиянием туманных долин северо-западного побережья Тихого океана. Город содержит множество тайных локаций для исследования.

## Разработка и выпуск
Дополнение «Сверхъестественное» создавалось для игроков, любящих элементы фантастики в игре The Sims. Хотя при создании дополнения, разработчики следуют традиции добавлять по одному виду сверхъестественных существ, они впервые решили посвятить полностью им дополнение, а также добавить геймплей, связанный с волшебством, как это было в The Sims: Makin’ Magic 2003 года выпуска. Ещё до выпуска «Сверхъестественного», многие игроки изъявляли желание видеть в игре волшебников, тогда разработчики решили посвятить очередное дополнение магии, со временем было также решено добавить несколько сверхъестевенных существ, также связанных с тематикой дополнения.
Работая над существами, разработчики обращались ко многим темам, от мифов и фольклора, до современной массовой культуры, фильмов ужасов. «С одной стороны они являются частью мифического мира, с другой — пытаются вписаться в повседневный быт симов, пойти в школу и ладить с остальными симами — они просто немного особенные и другие. Мы действительно хотели передать это чувство в игру». Одновременно команда стремилась сохранить элементы юмора и сатиры, например в игру были добавлены черты характера «фанаты с сверхъестественного» и «скептики», вторые не любят ничего, что связано с магией и необычностью, это по мнению разработчиков «даёт почву для новых интересных историй, люди могут рассказать о попытках вписаться в сосуществование со сверхъестественными симами, живущими в этом мире», также многие анимации оборотня сопровождаются юмором, когда он пытается вести себя, как животное, например процесс поедания пищи, помимо этого магия фей во многом завязана на пакостях и шутках.
В качестве существ были выбраны ведьмы, феи, зомби, оборотни и вампиры. У каждого существа есть свой уникальный геймплей. Хотя вампиры уже есть в составе дополнения «В Сумерках», в «Сверхъестественном» они получили больше способностей и геймплея. Разработчики также решили не отступать от стандартного правила в современной популярной культуре «Вампиры ненавидят оборотней, оборотни ненавидят вампиров» и отразить также это в дополнении, где персонажи вампиры и оборотни испытывают друг к другу взаимную неприязнь, тем не менее, игра не линейна, а значит дружба или роман между ними не исключены. Работая над феями, разработчики изучали сказки и на основе рассказов о феях, работали над их способностями. В то время с помощью магии волшебников, разработчики хотели открыть новую и широкую возможность для игроков влиять на окружающий мир и персонажей, которые ранее были доступны через награды за баллы счастья.
Игровой мир Мунлайт Фолс создавался под вдохновением тихоокеанского северо-западного побережья США, разработчики стремились передать городу атмосферу таинственности и жуткости, в котором есть свои тайны, которые в свою очередь игрок может разгадать. Учитывая также желания игроков видеть в The Sims 3 больше элементов многопользовательской игры, разработчики продолжили работать над этим и добавили вместе с дополнением возможность обмениваться подарками между разными игроками.

## Анонс и выход
Впервые, о выходе дополнения, посвящённого сверхъестественной тематике стало известно в июне 2012 года. Выход дополнения состоялся 4 сентября 2012 года в США и 7 сентября в Европе и России. Русской локализацией занималась компания Софтклаб. Дополнение «The Sims 3: Сверхъестественное» выходило в двух изданиях, простом и эксклюзивном. Второе содержало бонусные расширения, тематически связанные с игрой Plants vs. Zombies, несколько декораций и растение, способное обстреливать зомби, ворвавшиеся на участок управляемого персонажа.

### Blackberry
22 октября 2012 года состоялся выпуск двухмерной одноимённой игры для мобильных устройств BlackBerry. Игра представляет собой симулятор жизни, во многом подобный java-версии The Sims 3 Mobile, однако основным местом действия становится городок под названием Мунлайт Фолз, наполненный магией и загадками, а сверхъестественные явления происходят там после заката солнца. Сим может отправиться в тёмный лес, в поисках романтики, тайн и интриг, а также завершать квесты, чтобы обратиться в оборотня, вампира или другое существо тьмы. Это также самая последняя двухмерная игра серии The Sims.

## Музыка
| №   | Название                  | Автор(ы)                | жанр/звучит вː                      | Длительность |
| --- | ------------------------- | ----------------------- | ----------------------------------- | ------------ |
| 1.  | «Supernatural»            | Стив Яблонски           | Экран загрузки (Сверхъестественное) | 2:14         |
| 2.  | «Industry Of Life»        | Стив Яблонски           | Режим строительства                 | 2:15         |
| 3.  | «Consuming Time»          | Стив Яблонски           | Режим покупки                       | 2:01         |
| 4.  | «Mannequin Dreams»        | Стив Яблонски           | Режим создания персонажей           | 2:23         |
| 5.  | «Rock That Look»          | Стив Яблонски           | Режим создания персонажей           | 2:10         |
| 6.  | «Universal Lobby»         | Стив Яблонски           | Режим городка                       | 1:58         |
| 7.  | «Can You Hear Me»         | Майкл Вандмахер и Sarai | Тёмная волна                        | 4:10         |
| 8.  | «Hurricane»               | MS MR                   | Тёмная волна                        | 3:36         |
| 9.  | «Kill The Light»          | Lacuna Coil             | Тёмная волна                        | 3:35         |
| 10. | «Lamia»                   | Vampire Twins           | Тёмная волна                        | 4:23         |
| 11. | «Laura Palmer»            | Bastille                | Тёмная волна                        | 3:03         |
| 12. | «Not Your Kind Of People» | Garbage                 | Тёмная волна                        | 4:55         |
| 13. | «Spellwork»               | Austra                  | Тёмная волна                        | 5:10         |
| 14. | «Tesla»                   | Ladytron                | Тёмная волна                        | 3:16         |
| 15. | «Wild Heart»              | Саби                    | Тёмная волна                        | 3:35         |
| 16. | «Yr Face»                 | Oberhofer               | Тёмная волна                        | 3:09         |

## Критика
| Сводный рейтинг    | Сводный рейтинг |
| Агрегатор          | Оценка          |
| ------------------ | --------------- |
| GameRankings       | 79,43 %         |
| Metacritic         | 74 %            |
| Иноязычные издания |                 |
| Издание            | Оценка          |
| GameSpot           | 7/10            |
| GamesRadar+        | [ 19 ]          |
| IGN                | 4,5/10          |
| CinemaBlend        | [ 21 ]          |
| Lazygamer.net      | 7,5/10          |

Дополнение получило положительные отзывы от игровых критиков. По версии сайта-агрегатора Metacritic средняя оценка составила 74 %
Ри Митера из Worthplaying похвалил дополнение, назвав его «любимым» и идеальным для тех игроков, которые всегда любили сверхъестественные элементы в The Sims. Каждое существо обладает уникальным геймлеем и подарит новый опыт игроку. Новый игровой мир также радует глаз разнообразием локаций и общественных участков. Критик заметил обилие новых взаимодействий, доступных волшебным существам, которые увлекут игрока не много часов. А количество нового геймплея по мнению Ри, велико даже в масштабах дополнения. Тем не менее критику пришлись не по душе «раздражающие» зомби. Критик заметил, что если игрок собирается играть долго за семью, то он должен быть готов к периодическим набегам зомби на участок, которые будут пожирать растения или пытаться напасть на управляемого сима. Однако Ри считает «Сверхъестественное» первым дополнением, которое стоит купить новичку The Sims 3. Критик NZGamer заметил, что даже через неделю игры в дополнение, оно по прежнему удивляло обозревателя и радовало своим взглядом на магию, ужасы и готику. Критик назвал «Сверхъестественное» лучшим дополнением во всех его пониманиях и самым обязательным в списке расширений The Sims 3.
Представитель Armchair Empire назвал дополнение мечтой фанатов «Сумерек» и «Другого Мира», он также указал на обилие новых взаимодействий, доступных волшебным существам и симам, которые не дадут игроку заскучать, однако заметил, что существа, практикующие «ночные приключения» к утру слишком устанут, чтобы исполнять свои повседневные обязанности. 
Сара Лебьё из Gamesradar заметила, что «Сверхъестественное» является подтверждением того, что разработчики по прежнему могут предлагать свежие идеи после выпуска шести дополнений. А дополнение «Сверхъестественное» способно даже привлечь новых фанатов в The Sims 3 и вернуть старых, уставших от игры. Сара оценила возможность создавать волшебных существ в редакторе персонажа и «больше не ждать, когда ваш сим для обращения окажется кем то укушенным или убитым», а также множество взаимодействий. Тем не менее Сара заметила, что зомби, несмотря на интересную концепцию, начинают быстро раздражать игрока своими постоянными набегами на грядки и игроку рано или поздно придётся устанавливать моды, убирающие зомби.
На фоне хороших отзывов, разгромную критику оставила редакция IGN, назвав дополнение плохим фанфиком к Гарри Поттеру. Редакция заметила, что хотя геймплей и предлагает уникальные возможности и взаимодействия, но они слишком сильно разбавлены повторением возможностей из предыдущих дополнений (вампиры), или даже из базовой игры, цитата; «Вам [оборотню] действительно нужно лично охотиться за рудами и драгоценными камнями, если это уже могла делать ваша собака? Или, если вы купили за баллы счастья коллекционный детектор, который показывает вам на карте местоположение камней, и это предлагает базовая игра». Такая же проблема касается и магии с алхимией, которая в основной массе своей является альтернативным способом получить награды и преимущества геймплея за баллы счастья. Особенно раздражение у редакции вызвали зомби, из-за которых персонаж фактически может распрощаться с садоводством.